# 德属中非
德属中非（德語：Mittelafrika）是指非洲中部和东部的一个地缘战略区域的名称。它阐明了德国在第一次世界大战之前的外交政策目标，试图将该地区置于德国的统治之下。 不同之处在于，中非大陆可能是德国在非洲的殖民地，而中欧大陆则为德国战胜俄罗斯帝国后在两国之间建立一个充满傀儡国家的缓冲区。
德国官方认为假如吞并了德属东非（卢旺达、布隆迪和坦噶尼喀）、德属西南非洲（纳米比亚但不包括沃尔维斯湾）和德属喀麦隆（今天的喀麦隆共和国）之间的地区，一个毗连的实体 可以创建一个毗连的地区实体。 鉴于刚果盆地的自然资源丰富，该地区将通过开发自然资源为殖民大国积累大量财富，并有助于实现德国的另一个经济自给自足目标。
这个概念可以追溯到 1890 年代，当时的德国总理列奧·馮·卡普里維在黑尔戈兰-桑给巴尔条约中获得了卡普里维（贊比西）地带，德属西南非洲的这一补充将殖民地与赞比西河相连。德意志帝国和英国也曾经争夺该地区的控制权，该地区现在包括津巴布韦、赞比亚和马拉维。南非商人塞西尔·罗德斯代表英国政府在后者地区建立了一个殖民地（之后以罗德斯本人的名字命名该殖民地为罗德西亚）。德国还与英国商讨，敦促他们的盟友葡萄牙将安哥拉和莫桑比克的殖民地割让给他们。然而，英国人与他们长期结盟的葡萄牙签订了优惠贸易协定。尽管制定了最终英德瓜分葡萄牙殖民帝国的计划。但如果实施，英国将看到其在非洲的地位受到严重削弱。可以说，这些计划只是作为安抚德国的最后手段，以防她威胁要破坏欧洲的力量平衡。然而，由于随后几年德国的外交政策利益主要针对在欧洲本身而不是在非洲获得控制权，它们最终被搁置了。事实上，由于德国的中非大陆概念很可能是为了向英国施加压力，让其容忍德国在欧洲大陆日益增长的主导地位，而不是反过来，殖民让步永远不会安抚德意志帝国，正如英国政治家当时意识到的那样。